# إيملي فريمان
إيملي فريمان (بالإنجليزية: Emily Freeman)‏ هي منافسة ألعاب القوى بريطانية، ولدت في 24 نوفمبر 1980 في هدرسفيلد في المملكة المتحدة.

## وصلات خارجية
- إيملي فريمان على موقع الاتحاد الدولي لألعاب القوى (الإنجليزية)
- إيملي فريمان على موقع ThePowerOf10.info (الإنجليزية)
- إيملي فريمان على موقع الدوري الماسي (الإنجليزية)
- إيملي فريمان على موقع أوليمبيديا (الإنجليزية)
- إيملي فريمان على موقع اللجنة الأولمبية البريطانية (الإنجليزية)
- إيملي فريمان على موقع اتحاد ألعاب الكومنولث (مؤرشف) (الإنجليزية)